# 今泉吉晴
今泉 吉晴（いまいずみ よしはる、1940年11月29日 - ）は、日本の動物学者、著作家、翻訳家。都留文科大学名誉教授。日本動物学会、日本動物行動学会、日本哺乳動物学会、都留市ムリネモ協議会の各会員。

## 係累
動物学者の今泉吉典の長男。弟に動物学者の今泉忠明がいる。その息子で、吉晴には甥にあたる今泉勇人も動物の生態研究者という動物一家。ドイツ在住の環境ジャーナリスト今泉みね子は元妻。

## 略歴
東京都生まれ。
1965年東京農工大学農学部獣医学科卒業。東京大学大学院修了。
1966年、長岡市立科学博物館学芸員となる。1969年に国際基督教大学助手、1978年都留文科大学文学部助教授、のち教授。同大文学部初等教育学科、のちに社会学科教授を務めた。
1980年、京都大学より理学博士の学位を取得。
専門は動物生態学、環境教育論。モグラやネズミなど小動物の生態・行動を中心に研究活動を展開した。1978年頃から山梨県都留市でムササビと森を守る運動の主唱者としても活動、「都留市フィールド・ミュージアム」構想を推進。
都留市の森の中に小屋を建てて東京から移住。動物を研究室内で研究するスタイルではなく、動物たちの暮らしのフィールドに身を置き、見ることで知る、観察主体の研究スタイルが特徴。2004年に同大に地域交流研究センターが設置された際には、初代センター長に就いた。
1993年には、岩手県住田町の里山にも山小屋を建設。

## 受賞
- 1984年、『ムササビ 小さな森のちえくらべ』で日本科学読みもの賞を受賞[1]。
- 1999年、『シートン動物誌』全12巻（紀伊國屋書店出版部）で第35回「日本翻訳出版文化賞」を受賞。
- 2003年、『シートン 子どもに愛されたナチュラリスト』で第52回小学館児童出版文化賞を受賞[1]。

## 著書
- 『動物の図解』（学習研究社、学研の図鑑） 1975
- 『ネコの探求』（平凡社、カラー新書） 1977.3、のちカラー新書セレクション 1997.7
- 『犬の世界』（平凡社、カラー新書） 1978.11、のちカラー新書セレクション 1997.7
- 『もりのねずみ』（福音館書店、かがくのとも 116） 1978.11、のちかがくのとも特製版 1984
- 『むささびのおやこ』（新日本出版社、新日本動物植物えほん） 1981.1
- 『モグラのせいかつ』（岩波書店、ぼくのさんすう・わたしのりか） 1982.10
- 『ムササビ 小さな森のちえくらべ』（平凡社、ジュニア写真動物記） 1983.6
- 『がんばれひめねずみ』（新日本出版社、新日本動物植物えほん） 1984.8
- 『モグラ 地下の宇宙ステーション』（平凡社、ジュニア写真動物記） 1985.8
- 『都留自然散歩 いきもの』（都留市教育委員会、都留自然シリーズ） 1986.3
- 『空中モグラあらわる 動物観察はおもしろい』（岩波ジュニア新書） 1987.11
- 『野ネズミの森』（フレーベル館、森の新聞 1） 1996.5
- 『モグラの地中』（フレーベル館、森の新聞 18） 1998.12
- 『シートン 子どもに愛されたナチュラリスト』（福音館書店） 2002.7
- 『わたしの山小屋日記 動物たちとの森の暮らし 春』（論創社） 2012.5
- 『わたしの山小屋日記 動物たちとの森の暮らし 夏』（論創社） 2012.7
- 『わたしの山小屋日記 動物たちとの森の暮らし 秋』（論創社） 2012.9
- 『わたしの山小屋日記 動物たちとの森の暮らし 冬』（論創社） 2012.11

### 共著
- 『ネコの世界』（今泉吉典共著、平凡社、カラー新書） 1975.2、のちカラー新書セレクション 1997.7
- 『知ってるかい? 動物112のナゾ』（読売新聞社） 1979.11
- 『無名のものたちの世界(4) エソロジカル・エッセイ』（思索社） 1981.3

## 翻訳
- 『マウンテンシープ』上・下（V・ガイスト、思索社、世界動物記シリーズ） 1975
- 『行動学の可能性』（M・W・フォックス、思索社） 1976.11、のち新装版 1990.9
- 『足跡は語る』（エリック・A・R・エニオン, ニコ・ティンバーゲン、思索社） 1977.8
- 『動物たちの愛の物語』（マリア・G・アリベルディ、渡辺和雄共訳文、小学館） 1978.9
- 『地球の生きものたち』（デイヴィッド・アッテンボロー、日高敏隆, 羽田節子, 樋口広芳共訳、早川書房） 1982、のち決定版 2019.9
- 『クジラの心』（J・マッキンタイアー編、羽田節子, 加藤義臣, 新妻昭夫共訳、平凡社） 1983.9
- 『文明に囚われた動物たち 動物園のエソロジー』（H・ヘディガー、今泉みね子共訳、思索社） 1983.11
- 『ライオン、忍び寄る黄金の影』（ジョージ・B・シャラー、今泉みね子共訳、早川書房） 1990.9
- 『ビーバー』（クラウス&シュビレ・カラス、くもん出版、大自然の動物ファミリー） 1994.11
- 『ネコ』（デーヴィッド・オールダトン、紀伊國屋書店、ポケットペディア） 1997.4
- 『ネコの行動学』（パウル・ライハウゼン、今泉みね子共訳、どうぶつ社） 1998.4
- 『ウォールデン森の生活』（ヘンリー・D・ソロー、小学館） 2004.5、のち小学館文庫 2016.8
- 『ゾウ!』（スティーヴ・ブルーム、ランダムハウス講談社） 2007.9
- 『森の物語 シートンショートセレクション』（アーネスト・トンプソン・シートン、理論社、世界ショートセレクション 14） 2020.1

### 「ねずみのマウスキン」
- 『ねずみのマウスキンときんいろのいえ』（エドナ・ミラー、さ・え・ら書房） 1980.1
- 『ねずみのマウスキンとふゆのぼうけん』（エドナ・ミラー、さ・え・ら書房） 1980.2
- 『ねずみのマウスキンとゆうかんなスズメ』（エドナ・ミラー、さ・え・ら書房） 1980.3
- 『ねずみのマウスキンと森のたんじょう日』（エドナ・ミラー、さ・え・ら書房） 1980.3

### 「森の動物たち」
- 『かわうそのサーン』（テサ・ポター、文渓堂、森の動物たち） 1996.12
- 『うさぎのグレーファー』（テサ・ポター、文溪堂、森の動物たち） 1997.6
- 『もぐらのディガー』（テサ・ポター、文溪堂、森の動物たち） 1998.12
- 『きつねのファング』（テサ・ポター、文溪堂、森の動物たち） 1999.4

### シートン動物記
- 「シートン動物誌」 1 - 12（監訳、紀伊國屋書店） 1997 - 1998
- 「シートン動物記」 1 - 9（福音館書店） 2003 - 2007
- 『オオカミ王ロボ』（アーネスト・T・シートン、訳・解説、童心社、シートン動物記） 2009.12、のち廉価版 2010.2
- 『わたしの愛犬ビンゴ』（アーネスト・T・シートン、訳・解説、童心社、シートン動物記） 2010.1
- 『銀ギツネのドミノ』（アーネスト・T・シートン、訳・解説、童心社、シートン動物記） 2010.3
- 『ワタオウサギのラグ』（アーネスト・T・シートン、訳・解説、童心社、シートン動物記） 2010.3
- 『リスのバナーテイル』（アーネスト・T・シートン、訳・解説、童心社、シートン動物記） 2010.3
- 『子グマのジョニー』（アーネスト・T・シートン、訳・解説、童心社、シートン動物記） 2010.7
- 『野生のヒツジ クラッグ』（アーネスト・T・シートン、訳・解説、童心社、シートン動物記） 2010.9
- 『イノシシの勇者フォーミィ』（アーネスト・T・シートン、訳・解説、童心社、シートン動物記） 2010.10
- 『カラスのシルバースポット』（アーネスト・T・シートン、訳・解説、童心社、シートン動物記） 2010.11
- 『クマ王モナーク』（アーネスト・T・シートン、訳・解説、童心社、シートン動物記） 2010.11
- 『大草原のウマ ペイサー』（アーネスト・T・シートン、訳・解説、童心社、シートン動物記） 2011.4
- 『コウモリの妖精アタラファ』（アーネスト・T・シートン、訳・解説、童心社、シートン動物記） 2011.5
- 『アライグマのワイアッチャ』（アーネスト・T・シートン、訳・解説、童心社、シートン動物記） 2011.7
- 『下町のネコ キティ』（アーネスト・T・シートン、訳・解説、童心社、シートン動物記） 2011.9
- 『サンドヒルのシカ スタッグ』（アーネスト・T・シートン、訳・解説、童心社、シートン動物記） 2011.11

### 「ヘンリー」シリーズ
- 『ヘンリーフィッチバーグへいく』（D・B・ジョンソン、福音館書店） 2003.4
- 『ヘンリーいえをたてる』（D・B・ジョンソン、福音館書店） 2004.4
- 『ヘンリーやまにのぼる』（D・B・ジョンソン、福音館書店） 2005.4
- 『ヘンリーのしごと』（D・B・ジョンソン、福音館書店） 2005.11

## 論文
- 国立情報学研究所収録論文 国立情報学研究所